# Penisa algae
Penisa algae är en fjärilsart som beskrevs av George Francis Hampson 1910. Penisa algae ingår i släktet Penisa och familjen nattflyn. Inga underarter finns listade i Catalogue of Life.